# Misso (obec)
Obec Misso (estonsky Misso vald) je bývalá samosprávná obec v estonském kraji Võrumaa. V roce 2017 byla začleněna do obce Rõuge.

## Sídla
Na území této zrušené obce žilo přibližně osm set obyvatel, z toho přibližně třetina v městečku Misso, které je administrativním centrem obce, a zbytek v 54 vesnicích (Hindsa, Hino, Horosuu, Häärmäni, Hürsi, Kaubi, Kimalasõ, Kiviora, Koorla, Korgõssaarõ, Kossa, Kriiva, Kundsa, Kurõ, Käbli, Kärinä, Laisi, Leimani, Lütä, Mauri, Missokülä, Mokra, Muraski, Määsi, Möldre, Napi, Parmu, Pedejä, Pruntova, Pulli, Pupli, Põnni, Põrstõ, Pältre, Rammuka, Rebäse, Ritsiko, Saagri, Saagrimäe, Saika, Sakudi, Sandi, Sapi, Savimäe, Savioja, Siksälä, Suurõsuu, Tiastõ, Tiilige, Tika, Toodsi, Tserebi, Tsiistre a Väiko-Tiilige).